# Sidarta Ribeiro
Sidarta Tollendal Gomes Ribeiro (Brasília, 16 de abril de 1971) é um  neurocientista e escritor brasileiro. É professor titular e um dos fundadores do Instituto do Cérebro da Universidade Federal do Rio Grande do Norte (ICe-UFRN).
É escritor de diversos livros e escreve em uma coluna bimestral, SementeAr, do veículo de comunicação independente umaúma, e já foi colunista do Jornal Folha de S.Paulo e da revista Carta Capital (2022-2023).

## Biografia
É Bacharel em Ciências Biológicas pela Universidade de Brasília (1993), Mestre em Biofísica pela Universidade Federal do Rio de Janeiro (1994), Doutor em Comportamento Animal pela Universidade Rockefeller (2000) com Pós-Doutorado em Neurofisiologia pela Universidade Duke (2005). Membro permanente das Pós-Graduações da UFRN em psicobiologia, bioinformática e neurociências. Exerceu no triênio 2009-2011 a função de secretário da Sociedade Brasileira de Neurociências e Comportamento (SBNeC). De 2011-2015 foi coordenador do comitê brasileiro do Pew Latin American Fellows Program in the Biomedical Sciences. Desde 2011 é membro do comitê científico da Latin American School of Education, Cognitive and Neural Sciences (LA School), que em 2014 recebeu o prêmio inaugural Exemplifying the Mission of the International Mind, Brain and Education Society. Foi coordenador de núcleo do projeto de avaliação de crianças em risco para transtorno de aprendizagem (ACERTA - CAPES/Observatório da Educação). Investigador associado sênior do Centro FAPESP de Pesquisa, Inovação e Difusão em Neuromatemática (Neuromat). Membro desde 2015 da Plataforma Brasileira de Política de Drogas. Editor nos periódicos PLoS One (editor acadêmico), PLoS Mental Health (editor de seção), editor associado no Frontiers in Integrative Neuroscience e Frontiers In Psychology - Language Sciences e editor de revisão na Frontiers in Psychiatry e Frontiers in Neurology. Membro do Núcleo de Estudos Interdisciplinares sobre Psicoativos (NEIP) e do Instituto Chacruna de Plantas Psicodélicas. Eleito em 2016 membro da Academia de Ciências da América Latina (ACAL). Membro desde 2016 do Conselho de Administração da Rede Nacional de Ciência para a Educação (CpE). Eleito em 2017 e 2019 para a Diretoria da Sociedade Brasileira para o Progresso da Ciência (SBPC), como terceiro-secretário. Eleito em 2021 para o Conselho da SBPC. Recebeu em 2022 a Medalha do Mérito Educacional "Noilde Ramalho" da Assembleia Legislativa do Rio Grande do Norte , e em 2023 a Medalha Pedro Ernesto da Câmara Municipal do Rio de Janeiro .
Atualmente o neurocientista também integra o grupo de pesquisa em saúde mental do Centro de Estudos Estratégicos (CEE) no Núcleo de Estudos Avançados (NEA) da Fundação Oswaldo Cruz (Fiocruz)- RJ.
Sidarta é formando do Grupo Capoeira Brasil e discípulo de Mestre Caxias, sob a supervisão do Mestre Paulinho Sabiá.

Formação acadêmica
Bacharel em Ciências Biológicas pela Universidade de Brasília (1989-1993)
Mestre em Biofísica pela Universidade Federal do Rio de Janeiro (1994)
Doutor em Comportamento Animal pela Rockefeller University (1995-2000)
Pós-doutorado em Neurofisiologia pela Duke University (2000-2005)

## Pesquisa
Atualmente, o laboratório de Sidarta Ribeiro faz pesquisa nas interfaces entre eletrofisiologia, etologia e biologia molecular, atuando principalmente nos seguintes temas:
1. Sono, sonho e memória;
2. Maconha e política de drogas;
3. Psicodélicos;
4. Sono em polvos;
5. Neurociência aplicada à educação;
6. Genes imediatos e plasticidade neuronal;
7. Psiquiatria neurocomputacional.

## Papel Político na Defesa do Uso da Cannabis Para Fins Terapêuticos
Sidarta Ribeiro é defensor de longa data do uso de cannabis e seus derivados no tratamento de diversas condições de saúde. Dentre suas primeiras obras, o livro de divulgação científica “Maconha, Cérebro e Saúde” (Editora Reviver), de 2007, escrito em co-autoria com Renato Malcher-Lopes, foi um esforço de desmistificar uma série de falácias e mentiras contadas sobre a maconha, tendo como base a ciência, em prol de uma discussão racional sobre a planta.
Em seu livro mais recente, "Flores do Bem" (Editora Fósforo, 2023), ele traça a história dessa planta, que foi provavelmente uma das primeiras a serem domesticadas na China há cerca de 12 mil anos, e sua difusão pelos continentes asiático, africano, europeu e americano. Trata dos usos medicinais ou de cultivo e outras formas de uso, realizados por diferentes culturas há milhares de anos. Também conta parte da história da proibição no Brasil e como está sendo construída a história da regulamentação do seu uso medicinal em termos mundiais e, mais especificamente, no Brasil. Traçando um paralelo com as centenas de raças de cães selecionadas artificialmente por humanos, a partir do cruzamento de animais com características de interesse, Sidarta diz que esse foi o mesmo processo das centenas - talvez milhares - de variantes genéticas que foram criadas desde a domesticação da planta. Assim, Sidarta refere-se à planta como “cãonnabis”, em que as variantes podem servir a diferentes propósitos medicinais, por conterem diferentes concentrações e proporções entre as centenas de terpenos, flavonoides e canabinóides, como o canabidiol (CBD) e o tetrahidrocanabinol (THC), comparando ao processo de domesticação e cruzamento de raças de cães realizados ao longo da história da humanidade. Sidarta também faz um paralelo ao uso dos antibióticos, segundo ele, “com impactos abrangentes e multifacetados que vão da neurologia e da psiquiatria à oncologia, endocrinologia e geriatria, a maconha está para a medicina do século 21 como os antibióticos estiveram para a medicina do século 20.”
Desde a década de 1990, o neurocientista é engajado em discussões científicas e políticas a respeito da maconha e é reconhecido como referência na luta antiproibicionista no Brasil. Pela importância do trabalho de divulgação que tem feito, em 2023 recebeu a Medalha Pedro Ernesto, uma distinção honorífica concedida pela então vereadora Luciana Boiteux em nome da Comissão Especial de Cannabis Medicinal em reconhecimento à dedicação de Sidarta na defesa do uso da cannabis para fins terapêuticos.

## Prêmios
- Medalha Pedro Ernesto da Câmara Municipal do Rio de Janeiro (2023) [6];
- Medalha do Mérito Educacional "Noilde Ramalho" da Assembleia Legislativa do Rio Grande do Norte (2022) [5];
- Prêmio de Inovação Médica: Categoria Inovação em Medicina Diagnóstica, Abril & Dasa (2018) [16];
- Prêmio SUS Categoria Melhor Trabalho Publicado, Ministério da Saúde (2017) [17];
- Prêmio Celso Furtado, Ministério da Integração Nacional (2017) [18];
- Latin American Research Award, Google (2017) [19];
- Prêmio "Exemplifying the Mission of the International Mind, Brain and Education Society", International Mind, Brain and Education Society - IMBES (2014);
- Prêmio Trip Transformadores: Categoria "Sono", TRIP Editora (2007) [20];
- Pew Latin American Fellowship in the Biomedical Sciences, Pew Foundation (2001) [21];
- Prêmio Guimarães Rosa, Radio France Internationale (1996).

## A migração de neurocientistas para Natal
Em meados da década de 1990, Sidarta Ribeiro juntou-se aos neurocientistas brasileiros Claudio Mello, Sergio Neuenschwander, Cecília Hedin-Pereira, Antônio Pereira, Claudia Vargas e Mário Fiorani na concepção de um projeto de repatriação de capital humano que está na origem tanto do Instituto do Cérebro da UFRN quanto do Instituto Internacional de Neurociências de Natal Edmond e Lily Safra (IINN-ELS).  Em 2003 a iniciativa passou a ser vigorosamente apoiada pelo setor público, com auxílio decisivo dos Ministérios da Educação e da Ciência & Tecnologia.
Em consequência, a UFRN assumiu a criação de um centro de pesquisa de ponta em neurociências como parte de seu plano estratégico para o desenvolvimento futuro. A fim de implementar o projeto de uma forma sólida, a universidade passou a realizar desde 2008 um recrutamento internacional de pesquisadores com pós-doutoramento para compor seu quadro docente. O grupo inclui atualmente 18 professores selecionados por concursos públicos: Adriano Tort, Antônio Pereira, Maria Bernardete de Sousa, Claudio Queirós, Diego Laplagne, Dráulio de Araújo, Lia Bevilaqua, Katarina Leão, Kerstin Schmidt, Jesper Ryge, Marcos Costa, Martin Cammarota, Richardson Leão, Rodrigo Pereira, Sandro de Sousa, Sergio Neuenschwander, Sidarta Ribeiro e Tarciso Velho. No dia 13 de maio de 2011, Sidarta Ribeiro participou com dirigentes, professores, técnicos e estudantes da UFRN da inauguração do Instituto do Cérebro (ICe-UFRN).
No dia 26 de julho de 2011, o jornal Folha de S. Paulo publicou uma matéria relatando a cisão entre Miguel Nicolelis e o grupo de professores da UFRN recrutados para o projeto, entre os quais Sidarta Ribeiro. A reportagem informou que o principal motivo da cisão foi a falta de acesso dos pesquisadores da UFRN aos equipamentos utilizados no IINN-ELS. Essa informação foi confirmada pelo periódico internacional Science. Uma matéria na revista Piauí afirmou que a saída dos professores da UFRN se deu por insatisfação generalizada com a gestão de Nicolelis.
Uma outra versão, divulgada em reportagem de Herton Escobar no jornal O Estado de S. Paulo, relata que a dissidência seria decorrente de críticas de Nicolelis a um suposto baixo impacto das pesquisas desenvolvidas por este grupo. Passados mais de treze anos da cisão, o ICe dá continuidade à missão original do projeto, com dedicação ao ensino de pós-graduação e graduação de alta qualidade, à pesquisa neurocientífica em nível internacional e à extensão de ciência, esporte e arte junto a estudantes, pacientes hospitalares e jovens em situação de risco. Os docentes do ICe apresentam produção científica em periódicos como Nature Neuroscience, PNAS e Journal of Neuroscience, totalizando 613 artigos publicados e 14.146 citações. Em média, são apresentados 34 artigos com 786 citações por docente.

## Obras
É autor de O Oráculo da Noite: A história e a Ciência do Sonho (2019), Sonho Manifesto: Dez exercícios urgentes de otimismo apocalíptico (2022), ambos os livros pela Companhia das Letras; também é autor de As Flores do Bem, A ciência e a história da libertação da maconha (2023), Fósforo. Escreve em uma coluna bimestral, a SementeAr, do veículo de comunicação independente Sumaúma; já foi colunista para a revista Mente e Cérebro (2004-2013), para o Jornal Folha de S. Paulo e para revista Carta Capital (2022-2023).

### Livros de divulgação científica
- Livro Flores do Bem (Fósforo, 2023).[29]
- Livro Sonho Manifesto (Companhia das Letras, 2022).[30]
- Livro Limiar (Nova edição: Companhia das Letras, 2020).[31]
- Livro O Oráculo da Noite (Companhia das Letras, 2019).[32]
- Maconha, Cérebro e Saúde em co-autoria com Renato Malcher-Lopes (Editora Vieira e Lent, 2007; Editora Yagé, 2019).
- Limiar - reúne textos da coluna Limiar, publicada mensalmente desde 2004 na revista Mente e Cérebro (Editora Duetto).[33]

### Livros de ficção
- Entendendo as Coisas, coletânea que inclui o conto vencedor do Prêmio Internacional Guimarães Rosa 1996 - Radio France Internationale (Editora L&PM, 1998)[34].

### Publicações científicas recentes
- The entropic tongue: Disorganization of natural language under LSD. Sanz C, Pallavicini C, Carrillo F, Zamberlan F, Sigman M, Mota N, Copelli M, Ribeiro S, Nutt D, Carhart-Harris R, Tagliazucchi E.Conscious Cogn. 2021 Jan;87:103070. doi: 10.1016/j.concog.2020.103070.
- Neuroscience and education: prime time to build the bridge. Sigman M, Peña M, Goldin AP, Ribeiro S.Nat Neurosci. 2014 Apr;17(4):497-502. doi: 10.1038/nn.3672.
- Structural differences between REM and non-REM dream reports assessed by graph analysis. Martin JM, Andriano DW, Mota NB, Mota-Rolim SA, Araújo JF, Solms M, Ribeiro S.PLoS One. 2020 Jul 23;15(7):e0228903. doi: 10.1371/journal.pone.0228903.
- Memory corticalization triggered by REM sleep: mechanisms of cellular and systems consolidation. Almeida-Filho DG, Queiroz CM, Ribeiro S.Cell Mol Life Sci. 2018 Oct;75(20):3715-3740. doi: 10.1007/s00018-018-2886-9.
- Dreaming during the Covid-19 pandemic: Computational assessment of dream reports reveals mental suffering related to fear of contagion. Mota NB, Weissheimer J, Ribeiro M, de Paiva M, Avilla-Souza J, Simabucuru G, Chaves MF, Cecchi L, Cirne J, Cecchi G, Rodrigues C, Copelli M, Ribeiro S.PLoS One. 2020 Nov 30;15(11):e0242903. doi: 10.1371/journal.pone.0242903.
- The History of Writing Reflects the Effects of Education on Discourse Structure: Implications for Literacy, Orality, Psychosis and the Axial Age. Pinheiro S, Mota NB, Sigman M, Fernández-Slezak D, Guerreiro A, Tófoli LF, Cecchi G, Copelli M, Ribeiro S.Trends Neurosci Educ. 2020 Dec;21:100142. doi: 10.1016/j.tine.2020.100142.
- The onset of data-driven mental archeology. Ribeiro S.Front Neurosci. 2014 Aug 13;8:249. doi: 10.3389/fnins.2014.00249.
- Psychosis and the Control of Lucid Dreaming. Mota NB, Resende A, Mota-Rolim SA, Copelli M, Ribeiro S.Front Psychol. 2016 Mar 9;7:294. doi: 10.3389/fpsyg.2016.00294.
- Post-class naps boost declarative learning in a naturalistic school setting. Cabral T, Mota NB, Fraga L, Copelli M, McDaniel MA, Ribeiro S.NPJ Sci Learn. 2018 Aug 21;3:14. doi: 10.1038/s41539-018-0031-z.
- Capacity building: Architects of South American science. Arzt E, Orjeda G, Nobre C, Castilla JC, Barañao L, Ribeiro S, Bifano C, Krieger JE, Guerrero PC.Nature. 2014 Jun 12;510(7504):209-12. doi: 10.1038/510209a.
- Synaptic Homeostasis and Restructuring across the Sleep-Wake Cycle. Blanco W, Pereira CM, Cota VR, Souza AC, Rennó-Costa C, Santos S, Dias G, Guerreiro AM, Tort AB, Neto AD, Ribeiro S.PLoS Comput Biol. 2015 May 28;11(5):e1004241. doi: 10.1371/journal.pcbi.1004241.
- Dopaminergic control of sleep-wake states. Dzirasa K, Ribeiro S, Costa R, Santos LM, Lin SC, Grosmark A, Sotnikova TD, Gainetdinov RR, Caron MG, Nicolelis MA.J Neurosci. 2006 Oct 11;26(41):10577-89. doi: 10.1523/JNEUROSCI.1767-06.2006.
- The maturation of speech structure in psychosis is resistant to formal education. Mota NB, Sigman M, Cecchi G, Copelli M, Ribeiro S.NPJ Schizophr. 2018 Dec 7;4(1):25. doi: 10.1038/s41537-018-0067-3.
- 3,4-methylenedioxymethamphetamine (MDMA)-assisted psychotherapy for victims of sexual abuse with severe post-traumatic stress disorder: an open label pilot study in Brazil. Jardim AV, Jardim DV, Chaves BR, Steglich M, Ot'alora G M, Mithoefer MC, da Silveira DX, Tófoli LF, Ribeiro S, Matthews R, Doblin R, Schenberg EE.Braz J Psychiatry. 2021 Mar-Apr;43(2):181-185. doi: 10.1590/1516-4446-2020-0980.
- Short term changes in the proteome of human cerebral organoids induced by 5-MeO-DMT. Dakic V, Minardi Nascimento J, Costa Sartore R, Maciel RM, de Araujo DB, Ribeiro S, Martins-de-Souza D, Rehen SK.Sci Rep. 2017 Oct 9;7(1):12863. doi: 10.1038/s41598-017-12779-5.
- Cyclic alternation of quiet and active sleep states in the octopus. Medeiros SLS, Paiva MMM, Lopes PH, Blanco W, Lima FD, Oliveira JBC, Medeiros IG, Sequerra EB, de Souza S, Leite TS, Ribeiro S.iScience. 2021 Mar 25;24(4):102223. doi: 10.1016/j.isci.2021.102223. eCollection 2021.
- Processing of tactile information by the hippocampus. Pereira A, Ribeiro S, Wiest M, Moore LC, Pantoja J, Lin SC, Nicolelis MA.Proc Natl Acad Sci U S A. 2007 Nov 13;104(46):18286-91. doi: 10.1073/pnas.0708611104.
- Graph analysis of dream reports is especially informative about psychosis. Mota NB, Furtado R, Maia PP, Copelli M, Ribeiro S.Sci Rep. 2014 Jan 15;4:3691. doi: 10.1038/srep03691.
- Automated analysis of free speech predicts psychosis onset in high-risk youths. Bedi G, Carrillo F, Cecchi GA, Slezak DF, Sigman M, Mota NB, Ribeiro S, Javitt DC, Copelli M, Corcoran CM.NPJ Schizophr. 2015 Aug 26;1:15030. doi: 10.1038/npjschz.2015.30.
- Hippocampus-retrosplenial cortex interaction is increased during phasic REM and contributes to memory consolidation. de Almeida-Filho DG, Koike BDV, Billwiller F, Farias KS, de Sales IRP, Luppi PH, Ribeiro S, Queiroz CM.Sci Rep. 2021 Jun 22;11(1):13078. doi: 10.1038/s41598-021-91659-5.
- The interpretation of dream meaning: Resolving ambiguity using Latent Semantic Analysis in a small corpus of text. Altszyler E, Ribeiro S, Sigman M, Fernández Slezak D.Conscious Cogn. 2017 Nov;56:178-187. doi: 10.1016/j.concog.2017.09.004.
- Spike avalanches exhibit universal dynamics across the sleep-wake cycle. Ribeiro TL, Copelli M, Caixeta F, Belchior H, Chialvo DR, Nicolelis MA, Ribeiro S.PLoS One. 2010 Nov 30;5(11):e14129. doi: 10.1371/journal.pone.0014129.
- Thought disorder measured as random speech structure classifies negative symptoms and schizophrenia diagnosis 6 months in advance. Mota NB, Copelli M, Ribeiro S.NPJ Schizophr. 2017 Apr 13;3:18. doi: 10.1038/s41537-017-0019-3.
- LSD, madness and healing: Mystical experiences as possible link between psychosis model and therapy model. Wießner I, Falchi M, Palhano-Fontes F, Feilding A, Ribeiro S, Tófoli LF.Psychol Med. 2021 Jul 13:1-15. doi: 10.1017/S0033291721002531.
- Naps in school can enhance the duration of declarative memories learned by adolescents. Lemos N, Weissheimer J, Ribeiro S.Front Syst Neurosci. 2014 Jun 3;8:103. doi: 10.3389/fnsys.2014.00103.
- Activation of frontal neocortical áreas by vocal production in marmosets. Simões CS, Vianney PV, de Moura MM, Freire MA, Mello LE, Sameshima K, Araújo JF, Nicolelis MA, Mello CV, Ribeiro S.Front Integr Neurosci. 2010 Sep 23;4:123. doi: 10.3389/fnint.2010.00123.
- Speech graphs provide a quantitative measure of thought disorder in psychosis. Mota NB, Vasconcelos NA, Lemos N, Pieretti AC, Kinouchi O, Cecchi GA, Copelli M, Ribeiro S.PLoS One. 2012;7(4):e34928. doi: 10.1371/journal.pone.0034928.
- The psychedelic state induced by ayahuasca modulates the activity and connectivity of the default mode network. Palhano-Fontes F, Andrade KC, Tofoli LF, Santos AC, Crippa JA, Hallak JE, Ribeiro S, de Araujo DB.PLoS One. 2015 Feb 18;10(2):e0118143. doi: 10.1371/journal.pone.0118143.
- Long-term use of psychedelic drugs is associated with differences in brain structure and personality in humans. Bouso JC, Palhano-Fontes F, Rodríguez-Fornells A, Ribeiro S, Sanches R, Crippa JA, Hallak JE, de Araujo DB, Riba J.Eur Neuropsychopharmacol. 2015 Apr;25(4):483-92. doi: 10.1016/j.euroneuro.2015.01.008.
- Seeing with the eyes shut: neural basis of enhanced imagery following Ayahuasca ingestion. de Araujo DB, Ribeiro S, Cecchi GA, Carvalho FM, Sanchez TA, Pinto JP, de Martinis BS, Crippa JA, Hallak JE, Santos AC.Hum Brain Mapp. 2012 Nov;33(11):2550-60. doi: 10.1002/hbm.21381.
- Electrophysiological Evidence That the Retrosplenial Cortex Displays a Strong and Specific Activation Phased with Hippocampal Theta during Paradoxical (REM) Sleep. Koike BDV, Farias KS, Billwiller F, Almeida-Filho D, Libourel PA, Tiran-Cappello A, Parmentier R, Blanco W, Ribeiro S, Luppi PH, Queiroz CM.J Neurosci. 2017 Aug 16;37(33):8003-8013. doi: 10.1523/JNEUROSCI.0026-17.2017.
- Cross-modal responses in the primary visual cortex encode complex objects and correlate with tactile discrimination. Vasconcelos N, Pantoja J, Belchior H, Caixeta FV, Faber J, Freire MA, Cota VR, Anibal de Macedo E, Laplagne DA, Gomes HM, Ribeiro S.Proc Natl Acad Sci U S A. 2011 Sep 13;108(37):15408-13. doi: 10.1073/pnas.1102780108.
- Novel experience induces persistent sleep-dependent plasticity in the cortex but not in the hippocampus. Ribeiro S, Shi X, Engelhard M, Zhou Y, Zhang H, Gervasoni D, Lin SC, Wada K, Lemos NA, Nicolelis MA.Front Neurosci. 2007 Oct 15;1(1):43-55. doi: 10.3389/neuro.01.1.1.003.2007.
- Global forebrain dynamics predict rat behavioral states and their transitions. Gervasoni D, Lin SC, Ribeiro S, Soares ES, Pantoja J, Nicolelis MA.J Neurosci. 2004 Dec 8;24(49):11137-47. doi: 10.1523/JNEUROSCI.3524-04.2004.
- Symbols are not uniquely human. Ribeiro S, Loula A, de Araújo I, Gudwin R, Queiroz J.Biosystems. 2007 Jul-Aug;90(1):263-72. doi: 10.1016/j.biosystems.2006.09.030.
- Selective Inhibition of Mirror Invariance for Letters Consolidated by Sleep Doubles Reading Fluency. Torres AR, Mota NB, Adamy N, Naschold A, Lima TZ, Copelli M, Weissheimer J, Pegado F, Ribeiro S.Curr Biol. 2021 Feb 22;31(4):909. doi: 10.1016/j.cub.2021.01.082.
- Graph analysis of verbal fluency test discriminate between patients with Alzheimer's disease, mild cognitive impairment and normal elderly controls. Bertola L, Mota NB, Copelli M, Rivero T, Diniz BS, Romano-Silva MA, Ribeiro S, Malloy-Diniz LF.Front Aging Neurosci. 2014 Jul 29;6:185. doi: 10.3389/fnagi.2014.00185.
- Neuronal activity in the primary somatosensory thalamocortical loop is modulated by reward contingency during tactile discrimination. Pantoja J, Ribeiro S, Wiest M, Soares E, Gervasoni D, Lemos NA, Nicolelis MA.J Neurosci. 2007 Sep 26;27(39):10608-20. doi: 10.1523/JNEUROSCI.5279-06.2007.
- Long-lasting novelty-induced neuronal reverberation during slow-wave sleep in multiple forebrain áreas. Ribeiro S, Gervasoni D, Soares ES, Zhou Y, Lin SC, Pantoja J, Lavine M, Nicolelis MA.PLoS Biol. 2004 Jan;2(1):E24. doi: 10.1371/journal.pbio.0020024. Epub 2004 Jan 20.
- Induction of hippocampal long-term potentiation during waking leads to increased extrahippocampal zif-268 expression during ensuing rapid-eye-movement sleep. Ribeiro S, Mello CV, Velho T, Gardner TJ, Jarvis ED, Pavlides C.J Neurosci. 2002 Dec 15;22(24):10914-23. doi: 10.1523/JNEUROSCI.22-24-10914.2002.